# Pułk Weteranów Czynnych
Pułk Weteranów Czynnych – pułk piechoty Wojska Polskiego Królestwa Kongresowego.

## Formowanie i zmiany organizacyjne
Pułk sformowany 25 stycznia 1831 z trzech samodzielnych batalionów weteranów czynnych.

## Dyslokacja pułku
Przed 1831 r. na całym obszarze Królestwa.

## Żołnierze pułku
Pułkiem dowodzili:
- gen. Bartłomiej Lanckoroński
- Ludwik Kierwiński
- Józef Kozłowski
- Stefan Tyrakowski

## Walki pułku
Pułk brał udział w walkach w czasie powstania listopadowego
Bitwy i potyczki:
- Dobre (17 lutego)
- Wawer (19 lutego i 31 marca 1831)
- Grochów (25 lutego 1831)
- Ostrołęka (25 maja)
- Warszawa (6 i 7 września)

W 1831 roku, w czasie wojny z Rosją, żołnierze pułku otrzymali 7 złotych i 19 srebrnych krzyży Orderu Virtuti Militari.